# Síndrome de solipsismo
El síndrome de solipsismo es una condición que podría desarrollarse en personas que vivan en el espacio o en otros planetas durante períodos prolongados de tiempo.

## Características
Por extensión, el síndrome de solipsismo es una sensación muy intensa de que nada es real, y que todo es solo un sueño. Aquellas personas que lo sufren se convierten en solitarios y desapegados del mundo y eventualmente se tornan completamente indiferentes a su entorno.  Algunas personas aseveran haber sufrido el síndrome de solipsismo pero actualmente el mismo no está reconocido como un desorden psiquiátrico por la Asociación Psiquiátrica de Estados Unidos.
Al poco tiempo de comenzar los primeros vuelos tripulados al espacio, los científicos se dieron cuenta de que en futuras misiones espaciales se podrían presentar diversos escenarios, condiciones del entorno, y desafíos, diferentes de aquellos que ocurren en viajes de corta duración. Los psicólogos han observado que algunos astronautas y cosmonautas han presentado síntomas del síndrome.  Los estudiosos alertaron sobre el rol que puede desempeñar el síndrome en el desarrollo de disputas en colonias en el espacio, tales como el denominado Skylab.

## Causas

### Entorno
El concepto del síndrome de solipsismo se originó durante conversaciones en la NASA sobre posibles condiciones ambientales que podrían desarrollarse durante los viajes espaciales, ya que los mismos se considera podrían incentivar el desarrollo de este síndrome.

## Efectos sobre el diseño
En el diseño de espacios cerrados tales como hábitats artificiales en el espacio exterior o submarinos es importante prestar atención a factores psicológicos y el síndrome ha sido específicamente identificado por los científicos e ingenieros como un aspecto a tener en cuenta.  En el trabajo de NASA's "Space Settlements: A Design Study" se presentan varias estrategias para intentar prevenir que ocurra el síndrome de solipsismo en ambientes artificiales  tales como los que pueden presentarse en la colonización del espacio:
1. Proveer una geometría amplia, en la cual las personas puedan ver más allá de su "escenario inmediato".[11]
2. Debe existir algo más allá de la manipulación que pueda realizar cada ser humano, porque las personas aprenden a integrarse con la realidad cuando la realidad es diferente de su imaginación. Si la realidad coincide con su imaginación, es muy difícil no caer en el solipsismo. En comunidades extraterrestres, todo puede ser controlado en forma virtual. En efecto, desde un punto de vista técnico nada debe suceder sin control humano aunque esto sea malo desde un punto de vista psicológico; sin embargo, cierta proporción de "ausencia de predictibilidad" puede ser incorporada en el hábitat dentro de ciertos límites controlables. Una forma posible es generar cierta ausencia de predictibilidad mediante una mesa con números aleatorios. Otra forma es permitir a los animales y a las plantas cierto grado de libertad e independencia respecto a la planificación humana. Para ser efectivos, ambos tipos de ausencia de predictibilidad deben ser altamente visibles. Esta alta visibilidad es más fácil de desarrollar en una macrogeometría que permite una gran profundidad de visión.[11]
3. Debe existir algo que crezca. Los procesos interactivos generan nuevos patrones que no pueden ser inferidos a partir de la información disponible en el estado previo. Esto no es debido a la aleatoriedad sino en cambio a diferentes amplificaciones producto de loops causales mutuos. Es importante que cada persona sienta que puede contribuir personalmente a algo que crece, que la realidad a veces evoluciona en direcciones que no son las que prevemos, y finalmente que aquello que cada persona cuida (un niño por ejemplo) puede contar con niveles de sabiduría propios, y puede desarrollarse en algo más allá del control que puede ejercer el individuo. Considerando estos aspectos es que se considera que es personalmente importante criar niños, cultivar vegetales y árboles mediante técnicas manuales, evitando técnicas mecánicas. Es deseable contemplar el crecimiento de plantas y animales, lo cual se facilita por una línea visual profunda.[11]
4. Es importante contar con "algo más allá del horizonte" que de la sensación que el mundo es mayor de aquello que abarcamos con nuestra vista.[11]